# Formula–1 svájci nagydíj

Dijon-Prenois

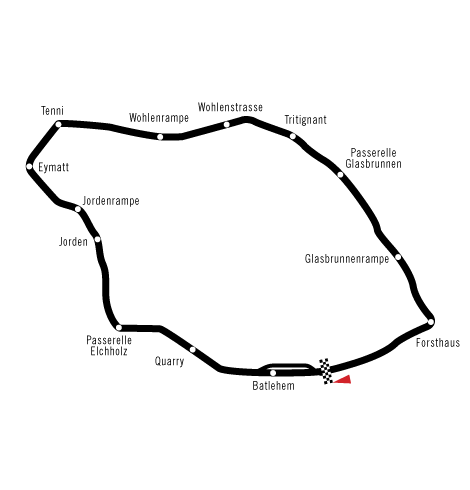
Circuit Bremgarten

A svájci nagydíj egyike annak a 7 versenynek, amely már az első, 1950-es Formula–1 világbajnokságon a versenynaptárban szerepelt. Abban az évben a 4. futam volt a sorozatban, majd 1951 és 1952-ben a szezonnyitó viadalnak adott helyet. A következő két évben a 8. illetve a 7. verseny volt a naptárban. A Svájcban rendezett versenyen egyedül Juan Manuel Fangio tudott a kétszer nyerni.1982-ben Dijonban Keke Rosberg győzött.
| Év         | Versenyző          | Konstruktőr   | Pálya         | Riport        |
| ---------- | ------------------ | ------------- | ------------- | ------------- |
| 1982       | Keke Rosberg       | Williams-Ford | Dijon*        | Riport        |
| 1955 -1981 | Nem rendeztek      | Nem rendeztek | Nem rendeztek | Nem rendeztek |
| 1954       | Juan Manuel Fangio | Mercedes-Benz | Bremgarten    | Riport        |
| 1953       | Alberto Ascari     | Ferrari       | Bremgarten    | Riport        |
| 1952       | Piero Taruffi      | Ferrari       | Bremgarten    | Riport        |
| 1951       | Juan Manuel Fangio | Alfa Romeo    | Bremgarten    | Riport        |
| 1950       | Nino Farina        | Alfa Romeo    | Bremgarten    | Riport        |

* Franciaországban rendezve